# Гетто в Жлобине
Гетто в Жло́бине (сентябрь 1941 — 12 апреля 1942) — еврейское гетто, место принудительного переселения евреев города Жлобин Гомельской области и близлежащих населённых пунктов в процессе преследования и уничтожения евреев во время оккупации территории Белоруссии войсками нацистской Германии в период Второй мировой войны.

## Оккупация Жлобина и создание гетто
Город Жлобин был захвачен немецкими войсками 3 июля 1941 года, 13 июля этого же года был отбит советскими войсками, и повторно оккупирован немцами с 14 августа 1941 года. Оккупация продлилась 2 года и 10,5 месяца — до 26 июня 1944 года. По переписи населения 1939 года в Жлобине жили около 7000 евреев.
Реализуя нацистскую программу уничтожения евреев, немцы создавали гетто почти во всех городах и населённых пунктах Беларуси, где проживало еврейское население. Так и в Жлобине оккупанты в сентябре 1941 года организовали два гетто — на улице Первомайской (отгородив военный городок с двухэтажной казармой), и в здании бывшего Народного дома. Немцы очень серьёзно относились к возможности еврейского сопротивления, и поэтому в большинстве случаев в первую очередь убивали в гетто или ещё до его создания евреев-мужчин в возрасте примерно от 15 до 50 лет — несмотря на экономическую нецелесообразность, так как это были самые трудоспособные узники. По этим соображениям в Жлобинском гетто первыми были убиты молодые и сильные узники, которые могли организовать сопротивление.

## Уничтожение гетто

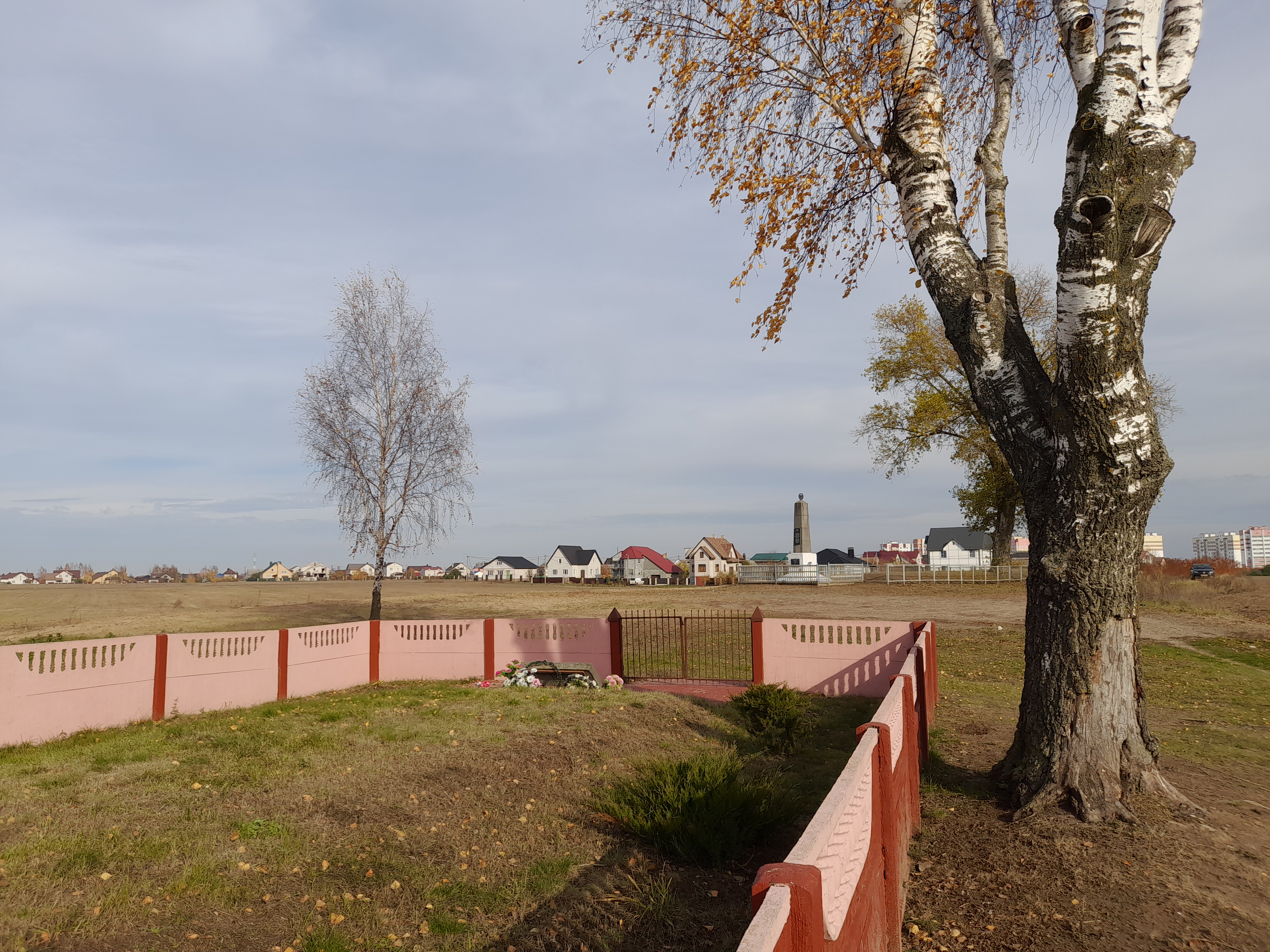
Место захоронения убитых евреев Стрешина возле общего памятника

11 и 12 апреля (12 июня) 1942 года в поле между Жлобином и деревней Лебедевка в противотанковом рву у нефтебаков немцы привезли на грузовиках и убили около 1200 евреев, взятых из обоих гетто Жлобина и из Стрешина — большей частью стариков, женщин и детей. Маленьких детей закопали живыми.
14 апреля на этом же месте во время следующей «акции» (таким эвфемизмом нацисты называли организованные ими массовые убийства) расстреляли ещё более 400 евреев из бывшего Стрешинского района.

## Случаи спасения и «Праведники народов мира»
В Жлобине два человека — Ревякова Александра и Маковская Тина — были удостоены почетного звания «Праведник народов мира» от израильского мемориального института «Яд ва-Шем» «в знак глубочайшей признательности за помощь, оказанную еврейскому народу в годы Второй мировой войны». Они спасали Маковского (Глаговского) Бориса, Соркину Ольгу, Горевую Надежду и её сына Валерия;

## Память
Всего в двух гетто Жлобина были замучены и убиты, по разным данным, от 2000 до более 4000 евреев.
Опубликованы неполные списки жертв геноцида евреев в Жлобине.
Памятник убитым евреям установлен в Жлобине с надписью на идише.